# Grego dórico
| Grupo ocidental: dórico grego do noroeste | Grupo central: eólico arcado-cipriota | Grupo oriental: ático jônico |
| aqueu                                     |                                       |                              |

O dórico ou dório era um dialeto do grego antigo. Suas variantes eram faladas no sul e no leste da península do Peloponeso, em Creta, Rodes e em algumas ilhas do sul do mar Egeu, em outras cidades na costa da Ásia Menor, no Sul da Itália, na Sicília, no Epiro e na Macedônia.
Juntamente com o grego do noroeste, formava o "grupo ocidental" dos dialetos gregos clássicos. No período helenístico a influência da Liga Etólia deu origem a um koiné dórico-aqueu, que exibia diversas peculiaridades comuns a todos os dialetos dóricos, e que impediu o avanço do koiné "oficial", baseado no ático para dentro do Peloponeso até o século II a.C..
Hoje em dia uma teoria aceita amplamente sugere que o dórico se originou nas montanhas do Epiro, no noroeste da Grécia, antiga terra onde habitavam os dórios. O idioma se espalhou para todas as outras regiões durante as invasões dóricas (c. 1150 a.C.) e as colonizações que se seguiram. A presença de um Estado dórico (Dóris) na Grécia central, ao norte do golfo de Corinto, teria originado da teoria que o dórico teria se originado no noroeste da Grécia, ou até mesmo além dos Bálcãs. A extensão da distribuição do dialeto para o norte é desconhecida até hoje, devido à falta de evidências epigráficas. Apenas durante o período helenístico é que as inscrições e outros exemplos escritos do dialeto começam a aparecer nos territórios mais ao norte, como a Macedônia (ver tabuleta de Péla).

## Variantes

### Dórico propriamente dito
Exatamente onde o dialeto dórico se encaixa na classificação geral dos antigos dialetos gregos depende até certo ponto de qual classificação é adotada. Existem diversos pontos de vista a respeito do assunto, embora a visão relativamente dominante seja a de que o dórico forma um subgrupo do grego ocidental; outros usam ainda os termos grego setentrional ou grego do noroeste. A distinção geográfica é apenas verbal, e frequentemente é inadequada: todo o dórico era falado ao sul do "grego meridional" ou do "grego do sudeste".
De qualquer maneira, o nome "grego setentrional" está baseado na premissa de que os dórios teriam vindo do norte, e de que o dórico seria um parente próximo do "grego do noroeste"; quando esta distinção se iniciou não se sabe ao certo. Todos os "nortistas" podem ter falado um único dialeto na época da invasão dórica; certamente o dórico só pôde se diferenciar em todos os seus subdialetos clássicos uma vez que os dórios já estavam assentados no sul da Grécia; assim, grego ocidental talvez seja o nome mais preciso para indicá-los.
O tsacônio, um descendente do dórico lacônico (espartano), ainda é falado no sul da costa argólida do Peloponeso, nas atuais prefeituras da Arcádia e da Lacônia. Hoje em dia o dialeto é uma fonte de interesse considerável para os linguistas, por este motivo, e está ameaçado de extinção.

#### Lacônico e heracleense

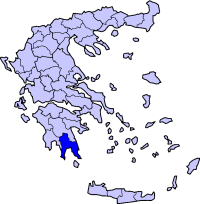
Mapa da Lacônia.

O lacônico (português brasileiro) ou lacónico (português europeu), também dito lacedemônio (português brasileiro) ou lacedemónio (português europeu), era falado pela população da Lacônia, no sul do Peloponeso, e por suas colônias, Tarento, e Heracleia, no sul da Itália. Esparta era o principal centro da antiga Lacônia.
O lacônico foi evidenciado em inscrições feitas sobre cerâmica e pedra no século VII a.C.. A dedicação a Helena data do segundo quarto do mesmo século, e Tarento foi fundada em 706 a.C.; seus fundadores provavelmente falavam o lacônico.
Muitos documentos da cidade-Estado de Esparta sobreviveram, nos quais os cidadãos se chamam de 'lacedômios', devido ao nome do vale que habitavam. Homero o chama de o "oco Lacedêmon", embora ele tenha escrito num período pré-invasão dórica. Ainda no século VII a.C. o poeta espartano Álcman usou um dialeto que muitos consideram predominantemente lacônico; e Filoxeno de Alexandria escreveu um tratado Sobre o dialeto lacônico.

#### Argólico

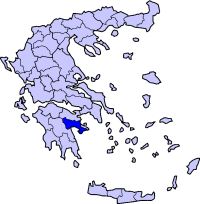
Mapa da Argólida

O argólico era falado na região densamente povoada do nordeste do Peloponeso, como nas cidades de Argos, Micenas, Hermíone, Trézen, Epidauro, e até mesmo perto de Atenas, na ilha de Egina. Como o grego micênico havia sido falado nesta região dialetal durante a Era do Bronze, parece claro que os dórios tomaram o local, mas foram incapazes de conquistar a vizinha Ática. Da região os dórios se espalharam para Creta e Rodes. Existe um amplo corpus de material epigráfico de conteúdo legal, político e religioso no argólico, desde pelo menos o século VI a.C..

#### Coríntio

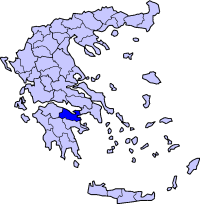
Mapa da Coríntia

O coríntio ou coríntico foi falado pela primeira vez na região do istmo de Corinto, que liga o Peloponeso à Grécia continental. As cidades e as nações onde o dialeto era falado eram a própria Corinto, Sicião, Cleonas, Fliunte, além das colônias de Corinto na Grécia ocidental, como Córcira (além das próprias colônias desta, como Dirráquio e Apolônia), Lêucade, Anactório e Ambrácia, além das colônias na península Itálica e ao seu redor, como Siracusa e Ancona. As primeiras inscrições de Corinto datam do século VI a.C., e usam um alfabeto epicórico coríntio (ver em grego ático).
Corinto contradiz o preconceito de que os dórios seriam rústicos militaristas, imagem tradicional dos falantes do lacedemônio. Situados numa roda internacional de comércio, Corinto desempenhou um papel de liderança no processo de recivilização da Grécia, ocorrido após os séculos de desordem e isolamento que seguiram ao fim da Civilização Micênica.

### Grego do noroeste
O grupo do dialeto grego do noroeste é um parente próximo do grupo dórico, e por vezes ambas as variantes chegam a não apresentar qualquer distinção entre si; costuma ser classificado como um subgrupo deste grupo ou como um dos dois subgrupos do grego ocidental. O tessálio ocidental e o beócio sofreram uma forte influência do grego do noroeste, que difere dos dialetos do grupo dórico nas seguintes características:: 
1. Plural dativo do terceira declinação termina em -οις (-ois) em vez de -σι (-si); ex.: Ἀκαρνάνοις ἱππέοις (Akarnanois hippeois), e não Ἀκαρνᾶσιν ἱππεῦσιν (Akarnasin hippeusin), "cavaleiros acarnanianos".
2. ἐν (en) + acusativo, em vez de εἰς (eis)); ex.: en Naupakton
3. -στ (-st)  no lugar de -σθ (-sth); ex.: γενέσται (genestai) em vez de genesthai ("tornar-se"); μίστωμα (mistôma) no lugar de misthôma (""soldo")
4. ar no lugar de er; ex.: amara, enquanto o dórico é amera e o ático é hêmera ("dia"), ou o eleu wargon no lugar do dórico wergon e do ático ergon ("obra", "trabalho")
5. Dativo singular terminado em -oi em vez de -ōi; ex.: τοῖ Ἀσκλαπιοῖ (toi Asklapioi), dórico τῶι Ἀσκλαπιῶι (tōi Asklapiōi), ático Ἀσκληπιῶι (Asklapiōi)
6. Particípio médio terminado em -eimenos, e não em -oumenos

#### Dialetos
Os dialetos do grego do noroeste são os seguintes:
- Fócio/délfico

Plutarco menciona que os nativos de Delfos pronunciam o b no lugar do p (βικρὸν no lugar de πικρὸν)
- Lócrio
  - Lócio ózola, ao longo da costa noroeste do golfo Coríntio, em torno de Anfissa; seu exemplo mais antigo encontrado por volta de 500 a.C.[6]
  - Lócrio opúncio, ao longo da costa da Grécia continental oposta à Eubeia, em torno de Opunte.
- Eleu

O dialeto de Élida e Olímpia é, depois dos dialetos eólicos, um dos mais difíceis para o leitor atual de textos epigráficos; suas primeiras evidências datam de por volta de 600 a.C.
- Koiné do grego do noroeste
  - Dialeto híbrido, com características do ático e tanto do dórico quanto do grego do noroeste
  - Associado especialmente com a Liga Etólia (300-262 a.C.);[9] sua evidência mais antiga é o santuário de Cálidon (cerca de 600-575 a.C.)[10]
- Epirota
  - Óraculo de Dodona, anteriormente sob o controle dos tesprócios[11] (por volta 550-500 a.C.)[12] - Liga Molossa do Epiro[13][14] (desde pelo menos 370 a.C.)[15]